# Lei da Gotalândia Ocidental

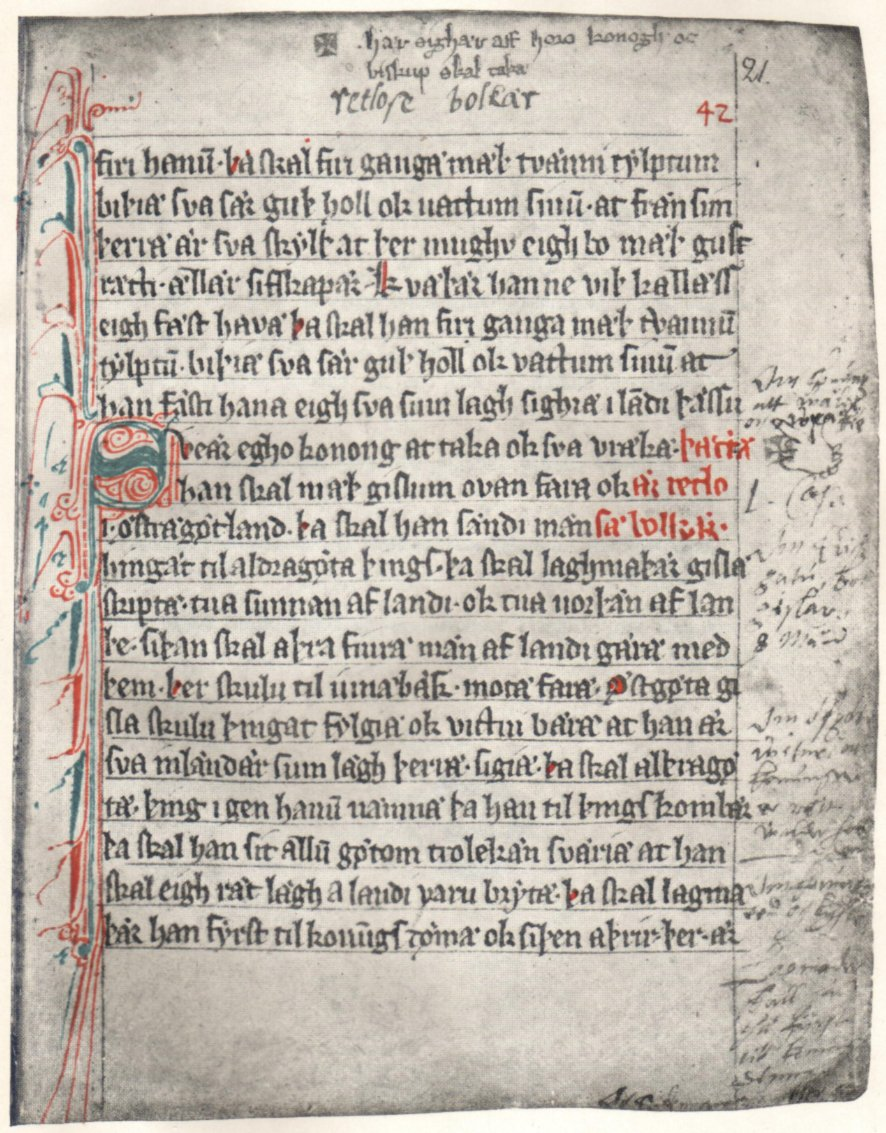
Página da Velha Lei da Gotalândia Ocidental do século XIII

A Lei da Gotalândia Ocidental (em sueco: Västgötalagen; título original: Wæstrægötlanz lagh) é o mais antigo texto sueco escrito em língua sueca e a mais antiga coletânea de leis de uma província histórica da Suécia. Foi escrita por volta de 1220, pelo homem de leis Ésquilo, tendo sido o código jurídico usado como lei na Gotalândia Ocidental nos séculos XIII e XIV, até à entrada em vigor da Lei Nacional de Magno IV em 1350.
O código existe em duas versões, a "Velha Lei da Gotalândia Ocidental" (Äldre Västgötalagen) e a "Nova Lei da Gotalândia Ocidental" (Yngre Västgötalagen). A cópia mais antiga, com o texto completo, é um manuscrito de 77 páginas datado de 1280, com o nome Handskrift KB B 59, conservado na Biblioteca Nacional da Suécia (Kungliga biblioteket). Entre os seus capítulos há uma Lista dos reis da Suécia (Sveriges kungar), incluindo 18 reis, de Olavo, o Tesoureiro (Olof Skötkonung) até João I da Suécia (Johan Sverkersson), abrangendo o período 995-1206. Pequenos fragmentos de um outro texto mais antigo foram datados para 1250. A primeira republicação dos tempos modernas foi a de Hans Samuel Collin e Carl Johan Schylter em 1827. Uma nova edição de Gösta Holm foi publicada em 1976.

## Lista dos reis da Suécia (Kungalängden)
Esta lista de reis - chamada de Kungalängden - é atribuída ao "padre de Vidhem" (Vidhemsprästen), tendo sido por volta de 1240 adicionada e incluída no texto da Velha Lei da Gotalândia Ocidental (Äldre Västgötalagen). Está conservada no manuscrito KB B 59 da Biblioteca Nacional da Suécia.
 
Apesar de conter incoerências cronológicas, é a mais importante fonte histórica sobre os reis da Suécia do século XII. Digno de reflexão e objeto de discussão é o facto de nenhum destes reis da Suécia ser originário da Svealand, mas sim da Västergötland e da Östergötland. 
1. Olavo, o Tesoureiro (Olof Skötkonung)
2. Anundo, o Queimador (Emund Kolbränna)
3. Emundo, o Velho (Emund den gamle)
4. Haakon, o Vermelho (Håkan Röde)
5. Estenquilo (Stenkil)
6. Ingo, o Velho (Inge den äldre)
7. Halstano ('Halstan)
8. Filipe (Filip)
9. Ingo, o Jovem (Inge den yngre)
10. Ragualdo Cabeça Redonda (Ragnvald Knaphövde)
11. Suérquero, o Velho (Sverker den äldre)
12. Érico, o Santo (Erik den helige)
13. Carlos (Karl)
14. Magno (Magnus)
15. Canuto (Knut)
16. Suérquero, o Jovem (Sverker den yngre)
17. Érico (Erik)
18. João (Johan)